# 扬子毛茛
扬子毛茛（学名：Ranunculus sieboldii）为毛茛科毛茛属下的一个种。

## 扩展阅读
- 維基物種上的相關：扬子毛茛